# اكرلي (رافد)
اكرلي Ackerly هو أحد روافد ساوث برانتش تنكانوك في مقاطعة لاكاوانا ، بنسلفانيا، في الولايات المتحدة.
ما يقرب من 8.7 ميل (14.0 كـم) طويلة ويتدفق عبر بلدة أبينغتون الجنوبية، ويفرلي تاونشيب، وبلدة غلينبرن، ودالتون، وبلوم تاونشيب.
يحتوي الخور على العديد من الروافد غير المسماة ويصرف مساحة تقارب 18 ميل مربع (47 كـم2) . لم يتم تصنيف اكرلي كجسم مائي ضعيف، ولكنه يتأثر ببعض مشاكل جودة المياه.
يعاني الخور من بعض التآكل بسبب إدارة مصارفه وتصويبها حيث يتدفق إلى جانب طريق الولايات المتحدة 6 وطريق الولايات المتحدة 11.
يتكون مستجمع المياه في اكرلي كريك بشكل رئيسي من استخدام الضواحي والأراضي السكنية، ولكن هناك بعض المناطق الحضرية. وهي الجزء الجنوبي والأكثر تطوراً من مستجمع مياه تونيكهانوك كريك. يوجد أيضًا موقع استجابة بيئية سابقً في مستجمع مياه الخور. توجد العديد من المواقع التاريخية في مستجمع المياه، وجسر على السجل الهندسي الأمريكي التاريخي يعبر الخور. تم تعيين مستجمعات المياه في اكرلي كريك على أنها مصايد للمياه الباردة وصيد مهاجر ويسكنها بعض التراوت، اعتبارًا من التسعينيات. توجد العديد من المواقع الترفيهية، العامة والخاصة، داخل مستجمع مياه الخور.

## الدورة

اكرلي كريك إلى جانب جسر اكرلي

يبدأ اكرلي في بحيرة بدون اسم في بلدة أبينغتون الجنوبية. يتدفق جنوب غرب لبضعة أعشار ميل قبل أن يتحول شمال غرب لعدة أعشار ميل ويدخل بلدة ويفرلي. ثم يتحول من الغرب إلى الجنوب الغربي لأكثر من ميل، ويمر بالقرب من مكان ويفرلي المخصص للتعداد ويعبر طريق بنسلفانيا 407 . ثم يتحول الخور لفترة وجيزة من الغرب إلى الشمال الغربي قبل أن يتحول من الغرب إلى الجنوب الغربي مرة أخرى، ويعبر خط السكة الحديد، ويدخل بلدة غلينبرن والمكان المخصص لغلينبرن. عند هذه النقطة، يتجه شمالاً لبضعة أعشار ميل قبل أن يتجه غربًا عبر طريق الولايات المتحدة 11 ودخول غلينبرن بوند.
من الطرف الشمالي من غلينبورن بوند، يتدفق اكرلي من الشمال إلى الشمال الغربي إلى جانب الطريق 11 للولايات المتحدة لبضعة أميال، ويمر عبر دالتون ويدخل بلوم تاونشيب. هناك، يتحول الخور غربًا لمسافة قصيرة قبل أن يتحول شمال غربًا لعدة أعشار ميل. ثم يستدير إلى الغرب لبضعة أعشار ميل قبل أن يتجه جنوبًا ثم الغرب مرة أخرى. عند هذه النقطة، يصل إلى نقطة التقائه مع ساوث برانتش تنكانوك كريك.
ينضم اكرلي إلى ساوث برانتش تنكنوك كريك 7.54 ميل (12.13 كـم) عند منبعه.

### الروافد
لا يوجد لدى اكرلي أي روافد محددة. ومع ذلك، فإن لديها عددًا من الروافد غير المسماة التي تنضم من كلا الجانبين، بما في ذلك UNT 28833 و UTN 28835 و UNT28836 و UNT28840. يبدأ أحد الفروع الرئيسية للخور بالقرب من الأراضي الرطبة في فلوري ويتدفق من غرافل بوند إلى غلينبورن بوند.

## الهيدرولوجيا
لم يتم تصنيف اكرلي كجسم مائي ضعيف. ومع ذلك، ضعفت روافده UNT 28835. وفقا لوزارة حماية البيئة في ولاية بنسلفانيا، فإن مستجمعات المياه في اكرلي هي أكثر مستجمعات المياه «المجهدة» في حوض تصريف جدول تنكنوك. في السبعينيات، وجد أن اكرلي في حالة جيدة. ومع ذلك، كانت هناك تدفقات منخفضة للغاية في منابعها.
تعاني بعض المواقع في مستجمعات المياه في اكرلي من تركيزات إشكالية من الأمونيا والفوسفات والنترات. اكرلي هو تيار مائي متقطع. إن مستجمع مياه الخور هو مستجمع المياه الوحيد في حوض تصريف تونخانوك كريك الذي له تأثيرات كبيرة على جودة المياه في المناطق الحضرية والضواحي. هناك مشاكل مياه الأمطار في مستجمعات المياه.
عند الحدود بين دالتون ولا بلوم تاونشيب، فإن أعلى تفريغ سنوي لأكرلي كريك لديه فرصة بنسبة 10 في المائة للوصول إلى 3,220 قدم مكعب لكل ثانية (91 م3/ث) وفرصة 2 بالمائة للوصول إلى 4,620 قدم مكعب لكل ثانية (131 م3/ث) . لديها فرصة 1 في المئة لتصل إلى 5,210 قدم مكعب لكل ثانية (147 م3/ث) وفرصة 0.2 في المئة للوصول إلى 6,640 قدم مكعب لكل ثانية (188 م3/ث) . عند الحدود بين بلدة دالتون وغلينبورن، فإن احتمال تصريف الخور السنوي الذروة لديه فرصة بنسبة 10 في المائة للوصول إلى 2,430 قدم مكعب لكل ثانية (69 م3/ث) وفرصة 2 بالمائة لتصل إلى 3,530 قدم مكعب لكل ثانية (100 م3/ث) . لديها فرصة 1 في المئة لتصل إلى 3,990 قدم مكعب لكل ثانية (113 م3/ث) وفرصة 0.2 بالمئة لتصل إلى 5,160 قدم مكعب لكل ثانية (146 م3/ث) . احتمال الذروة السنوية للخور لديه فرصة 1 في المائة للوصول إلى 2,960 قدم مكعب لكل ثانية (84 م3/ث) فوق بركة غلينبرن.

## الجغرافيا والجيولوجيا
يبلغ ارتفاع مصب آكرلي كريك ما بين 820 و 840 قدم (250 و 256 م) فوق مستوى سطح البحر. يبلغ ارتفاع مصدر الخور 1,420 و 1,440 قدم (433 و 439 م) فوق مستوى سطح البحر.
في أحد المرات، يتدفق اكرلي عبر مجوف — واد ضحل — يعرف باسم Rabbit Hollow. تم سد الخور تاريخيًا لإنشاء بركة هناك، ولكن لم يعد هناك بركة في هذا الموقع.
في نطاق يتدفق فيه اكرلي إلى جانب طريق الولايات المتحدة رقم 6 وطريق الولايات المتحدة رقم 11، تمت إدارته. هذا يساهم بشكل كبير في تآكل مجرى النهر على الخور. هناك ما يقرب من اثني عشر موقعًا مع ضفة نهر غير مستقرة، وهناك العديد من معابر الجسر للخور. هناك القليل من القمامة على طول الخور.
على الرغم من أن معظم مستجمعات المياه في اكرلي لها غطاء قليل منيعًا نسبيًا، إلا أن المنطقة الواقعة في أقصى جنوب مستجمعات المياه لها غطاء منيع تقريبًا بنسبة 40 بالمائة. يحتوي الخور على سهول فيضان واسعة ومتطورة نسبيًا في دالتون. يعبر جسر واحد على الأقل الجسر.

## مستجمعات المياه
تبلغ مساحة مستجمعات المياه في اكرلي حوالي 18 ميل مربع (47 كـم2) . يتدفق اكرلي عبر رباعي المسح الجيولوجي للولايات المتحدة في دالتون. إن مستجمع مياه الخور هو الجزء الجنوبي من حوض تانكهانوك كريك للصرف الصحي. تشمل البلديات في مستجمعات المياه في الخور بلدة لا بلوم و North Abington Township و Dalton و Waverly Township و South Abington Township و Scott Township و Glenburn Township و West Abington Township و Clarks Summit و Clarks Green .
عند الحدود بين بلدة دالتون وبلوم لا بلوم، تستنزف Ackerly Creek مساحة 14.80 ميل مربع (38.3 كـم2) . عند الحدود بين بركة غلينبرن ودالتون، يستنزف الخور مساحة 10.30 ميل مربع (26.7 كـم2) . فوق Glenburn Pond ، تبلغ مساحة مستجمع المياه 6.39 ميل مربع (16.6 كـم2) .
تم العثور على أعلى كثافة سكانية ومستويات التنمية في مستجمعات المياه في تنكنوك في مستجمعات المياه في اكرلي. في حين أن المنطقة كانت ذات يوم ريفية، فإنها أصبحت الآن أكثر ضواحيًا، مع انتشار استخدام الأراضي السكنية. ومع ذلك، تحدث كل من الأراضي الريفية والأراضي المتطورة بشكل كبير في مستجمع مياه الخور. تم وصف الحالة المادية لمستجمع مياه الخور بأنها «متوسطة، على مستويات جيدة».
هناك مستنقع في منابع آكرلي أيضا.

## التاريخ والاستجمام
تم إدخال اكرلي في نظام معلومات الأسماء الجغرافية في 2 أغسطس 1979. معرفه في نظام معلومات الأسماء الجغرافية هو 1168043.
كانت المنطقة القريبة من اكرلي تاريخيا ملاذا للعبيد الهاربين. هناك العديد من المواقع التاريخية في مستجمع مياه الخور، بما في ذلك كنيسة أبينغتون المعمدانية، وأكاديمية ماديسون، وبيت التواصل في ويفرلي، وكلية كيستون، وخط سكك حديد نورثرن اليكتريك ستريت، ومنطقة معارض اكرلي. وتمر ديلاوير ولاكاوانا وسكة الحديد الغربية عبر وادي الخور.
تم بناء جسر يعرف باسم جسر اكرلي في عام 1904 فوق اكرلي. تم إدراج الجسر في سجل الهندسة الأمريكية التاريخية. تم تشييد صندوق خرساني أو جسر عوارض يحمل طريق الولاية 4010 فوق أكيرلي كريك في عام 2006 ويبلغ 47.9 قدم (14.6 م) طويل. تم بناء جسر مقوس خرساني يحمل شارع مابل فوق الخور في دالتون في عام 2008 ويبلغ 24.0 قدم (7.3 م) طويل. مجرى ثلاثي البرميل يحمل الخور تحت طريق الولايات المتحدة رقم 6 .
بين عامي 1972 و 1993، كان لدى الشركة تصريح نظام القضاء الوطني على تصريف الملوثات لتصريف النفايات الصناعية في مستنقع عند منابع أكيرلي كريك.
بدأت لجنة الأراضي والمياه التابعة للمحافظة الريفية دراسة رسمية لمستجمع مياه اكرلي في عام 1999. في عام 2007، كان من المقرر إزالة سد غلينبورن بوند على الخور. سيستغرق هذا المشروع عدة سنوات وسيعيد 20 أكر (8.1 ها) من الأراضي الرطبة والمخازن النهرية. حجر الزاوية كلية تلقى مرة واحدة في $ 31430 تزايد خضرة منحة لترميم عازلة المتشاطئة على الخور.

## البيولوجيا
تم تعيين الجذع الرئيسي لأكرلي كريك كمصايد أسماك تراوت وصيد مهاجر. ومع ذلك، يتم تسمية روافده غير المسماة باسم مصايد المياه الباردة ومصايد الأسماك المهاجرة. اعتبارا من التسعينات، هناك عدد قليل من التراوت في الخور. ما مجموعه أربعة عشر نوعًا من السمندر، وثلاثة عشر نوعًا من الثعابين، وعشرة أنواع من الضفادع والضفادع، وأربعة أنواع من السلاحف.
في رابيت هولو، الذي يتدفق من خلاله اكرلي، هناك العديد من أنواع الطيور، بما في ذلك واتررش في ولاية لويزيانا، صقر كوبر، القلاع الخشبي، عصفور المستنقع، نقار الخشب المحبب، طائر الرفراف المائل، الشحرور ذي الأجنحة الحمراء، والطيور الرمادية. الثدييات في الجوف تشمل الأرانب، والأخشاب، والسنجاب، والسناجب، والغزلان البيضاء الذيل.
في بعض المناطق، يكون العازلة على ضفاف نهر آكرلي كريك أقل من 30 قدم (9.1 م) سميكة على جانب واحد، بينما في مناطق أخرى، يزيد 100 قدم (30 م) عن 100 قدم (30 م) سميكة على جانب واحد. خط الأنواع الغازية اكرلي لكثير من طوله. العديد من الأنواع النباتية، بما في ذلك الأشجار والشجيرات والزهور البرية، تعيش في أجزاء مختلفة من الأرنب الجوف.

## الترفيه
توجد العديد من المواقع الترفيهية، الخاصة والعامة على حد سواء، داخل مستجمع مياه اكرلي . تشمل المواقع الترفيهية الرئيسية في مستجمعات المياه ملاعب اكرلي، 16 أكر (6.5 ها) ملاذ الأرنب المجوف للاستجمام السلبي ومراقبة الطبيعة، وحديقة دالتون ستريمسايد، ونادي غلين أوكس كونتري الخاص، وغلينبرن بوند. تم التبرع بمحمية رابيت هولو إلى فرع بنسلفانيا للمحافظة على الطبيعة في عام 1975 وتم تعيينها كمحمية في عام 1977، وأصبحت مملوكة لـ ابينغتون تاونشيب.
يوجد مسار المشي المعروف باسم The Trolley Trail أيضًا في مستجمع مياه اكرلي، على خط الترولي الكهربائي الشمالي السابق.